# 乔蒂·阿姆奇

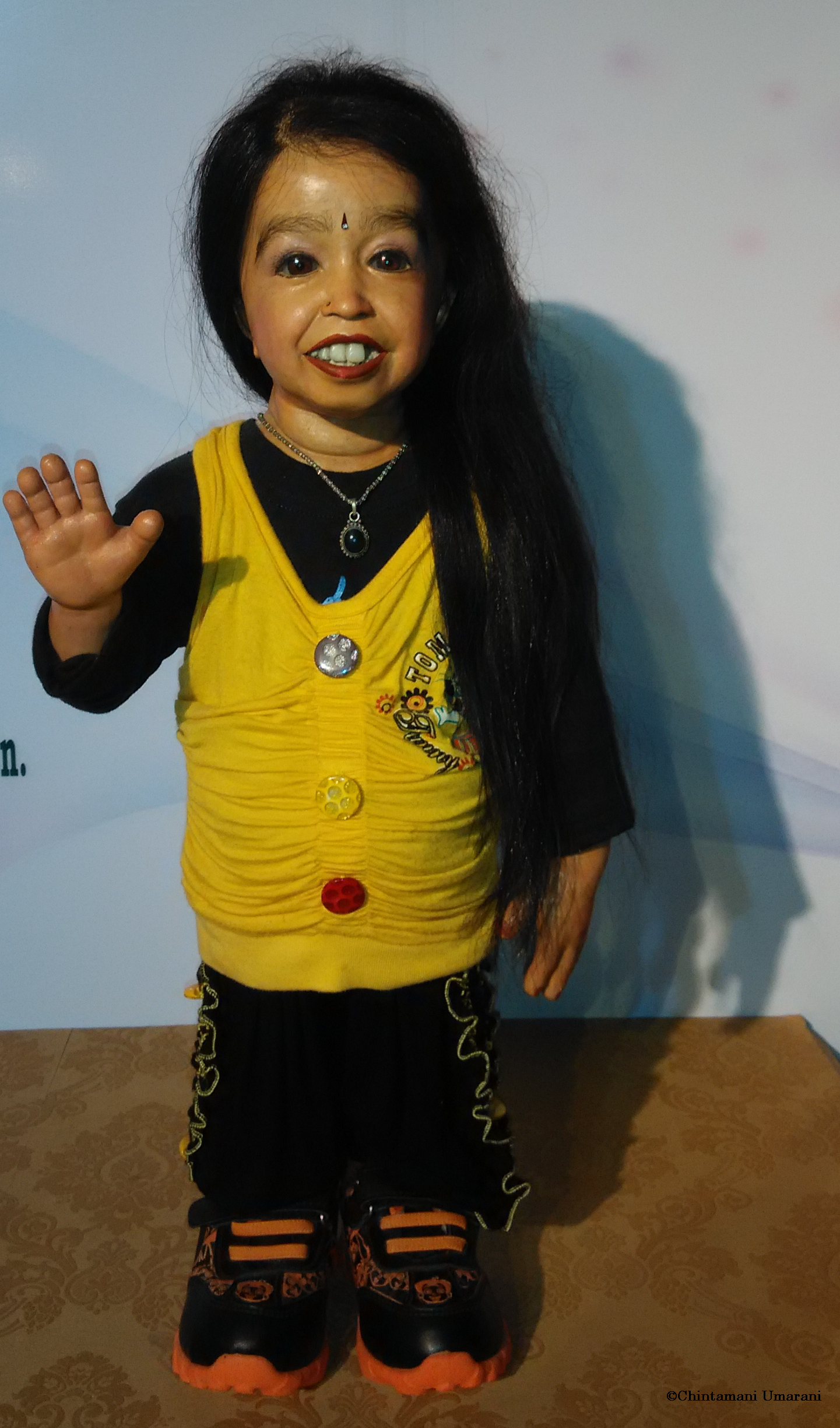
阿姆奇的蜡像

乔蒂·阿姆奇（英語：Jyoti Amge，1993年12月16日—）是一位印度女子，出生于那格浦尔。2011年在其18岁生日时，被吉尼斯世界纪录认定为世界上最矮的女人。其记录身高为62.8厘米，比前吉尼斯纪录保持者美国女子布莉姬·喬丹矮6.2厘米。2012年2月，她以右翼政党人士身份参加市政选举。